# Descurainia gilva
Descurainia gilva Svent., es una especie de planta perteneciente a la familia de las brasicáceas.

## Distribución geográfica
D.gilva es un endemismo de La Palma en las Islas Canarias.

## Características
Dentro del género se diferencia por sus hojas bipinnatisectas, con lóbulos muy estrechos, de color gris y tomentosos. Las silicuas poseen 16-24 semillas y pedúnculos ascendentes

## Taxonomía
Descurainia gilva fue descrito por Eric Ragnor Sventenius y publicado en Bol. Inst. Nac. Invest. Agron. xiii. N.º 28, 20 (1953)
Etimología
Descurainia: nombre genérico dedicado a François Descuraine (1658-1740), farmacéutico francés.
gilva: epíteto latino que significa "amarillo pálido", aludiendo a la coloración de las flores de esta planta.

## Nombre común
Se conoce como "hierba pajonera".